# Ellen Müller-Dethard
Ellen Müller-Dethard (* 21. September 1926 in Berlin; † 10. November 2011 in Hannover) war eine deutsche Allgemeinärztin und Arbeitsmedizinerin.

## Leben und Wirken
Ellen Müller-Dethard, geb. Irmisch, wurde 1926 in Berlin, Alt-Moabit, als erstes Kind des Hauptmanns im Reichswehrministerium Kurt Irmisch und seiner Ehefrau Hertha geboren. Nach ihrer Gymnasialzeit an der Elisabeth Granier-Schule in Hannover studierte sie von 1946 bis 1950 an der Universität Göttingen Medizin. Aus familiären Gründen beendete sie das Studium zunächst nicht, weil sie nach Heirat mit dem Facharzt für Innere Medizin, Dr. med. Hans-Hermann Müller-Dethard, als Assistentin in Hannover eine internistische Praxis mit aufbaute, in der sie 16 Jahre lang aktiv mitarbeitete.
Nach dem frühen Tod des Ehemanns im Jahr 1966 nahm Ellen Müller-Dethard als Mutter von vier kleinen Kindern ihr seinerzeit in Göttingen begonnenes Medizinstudium wieder auf legte sie am 6. Dezember 1967 an der Medizinischen Fakultät der Universität Göttingen ihr Staatsexamen ab. 1969 wurde sie an der Frauenklinik der Medizinischen Hochschule Hannover (MHH) zum Dr. med. promoviert. 
Ab 1970 war Ellen Müller-Dethard als Personal- und Studentenärztin, später als Leitende Personalärztin an der Medizinischen Hochschule Hannover tätig und damit für die arbeitsmedizinische Versorgung und Arbeitssicherheit der Beschäftigten verantwortlich.
Sie war damit eine Pionierin der Arbeitsmedizin an Krankenhäusern. 1972 erhielt sie die Anerkennung als Ärztin für Allgemeinmedizin.

## Auszeichnungen (Auswahl)
Für ihre Verdienste erhielt Ellen Müller-Dethard zahlreiche Auszeichnungen, darunter die Ehrenplakette der Ärztekammer Niedersachsen 1986, die Ehrenbürgerschaft der Medizinischen Hochschule Hannover (1995) und im Jahr 2007 die Paracelsus-Medaille der deutschen Ärzteschaft.